# نورثروپ اف-۲۰ تایگرشارک
نورتروپ اف-۲۰ تایگرشارک (به انگلیسی: Northrop F-20 Tigershark) جت جنگنده تک‌موتوره و تک‌سرنشینه‌ای بود که با تکامل طراحی جنگنده اف-۵ تایگر در شرکت نورتروپ ساخته شد. 
در واقع جنگنده اف -۵ باهدف یک جنگنده صادراتی توسعه یافت در آن زمان هر کدام از ابرقدرتها سیاستهای صادراتی خاص خود را داشتند در شوروی معمولاً یک نسخه ساده و دانگرید شده از محصول اصلی خود را صادر می‌کردند که موسوم به مدل میمون بود زیرا بسیار ضعیف تر از نسخه اصلی و گاهی تنها نام و ظاهری مشابه داشت.
به‌طور مثال میگ‌های ۲۳ که به لیبی و عراق صادر شد از رادار میگ ۲۱ برخوردار بودند که توان شلیک موشک هدایت راداری را هم نداشتند و فقط برای کشف هدف استفاده می‌شدند. این جنگنده‌ها یکی از بدترین جنگنده‌های صادراتی شوروی بودند که حتی به اندازه میگ ۲۱ هم کارایی نداشتند زیرا فاقد چالاکی و مانورپذیری میگهای ۲۱ بودند، این سیاست با چند هدف انجام می‌گرفت نخست جلوگیری از افشای اطلاعات محرمانه سلاح نسخه اصلی که در خدمت کشور سازنده بود و دوم اگر روزی بنا به دلایلی در مقابل کشورسازنده به کار گرفته شدند کارایی آنها از شریط برابر با نسخه اصلی برخوردار نباشد.
در غرب هم چنین سیاستی در دستور کار قرار گرفت، البته به روش دیگری، چند سانحه که ضربات سنگینی به غرب و مشخصا ایالات متحده وارد کرد که بر اثر افشای اطلاعات سلاح‌های صادر شده ایجاد شد مانند موشک سایدوایندر شلیک شده از اف ۸۶ تایوانی که به میگ چینی برخورد ولی براثر اختلال در سیستم‌های موشک منفجر نشد و کلاهک عمل نکرد انهم در شرایطی که بخشی از ان از بدنه عبور کرده بود و همانگونه خلبان چینی فرود آمد و پس از خروج موشک از بدنه به اتحاد شوروی ارسال و در آنجا پایه ای برای ساخت اولین موشک هوا به هوای شوروی شد.
در دهه ۱۹۶۰ و ۱۹۷۰ سرعت پیشرفت حیرت‌انگیز در صنایع نظامی سبب شد که از جنگنده‌های نسل اول که از توپ بعنوان سلاح اصلی بهره می‌گرفتند و حداکثر سرعت برای آنها ۹۰۰ کیلومتر در ساعت بود به جنگنده‌هایی با بیش از دو ماخ سرعت و مجهز به سلاح‌های هدایت راداری نسل سوم برسیم لذا جنگنده یک جنگ‌افزار پیشرفته به حساب می‌آمد که انبوهی از فن آوری‌هایی که برخی لبه فن اوری‌های پیشرفته کشور سازنده بودند، لذا در ایالات متحده هم تجدید نظر در مقررات صادرات سلاح در دستور کار قراد گرفت کلی نه به شکلی که در شوروی انجام می‌گرفت کابینه پرزیدنت کندی طی تصمیم به شرکت‌های سازنده اعلام کرد که جهت فروش به متحدان ایالات متحده در خارج از ناتو یک جنگنده ساده که فاقد فن اوری‌های پیشرفته کشور سازنده باشد را توسعه دهند و در میان طرح‌های موجود اف ۵ از همه مناسب تر بود این جنگنده ارزان، کارآمد و ساده بود و خصوصاً در قالب کمکهای نظامی ایالات متحده به تعداد بالا می‌توانست به متحدان فقیر ایالات متحده تحویل شود.
در واقع اف ۵ یکی از موفق‌ترین جنگنده‌های ساخت غرب بود که صادر شد و اغلب کشورها آن را بخدمت گرفتند این جنگنده توان چند منظورگی خوبی داشت و یک شکاری بمب افکن بسیار کارآمد بود که از نظر فنی هم قابلیت سوءاستفاده را محدود کرده بود زیرا موتورهای آن ضعیف‌ترین موتورهای نظامی بودند که تا به امروز تولید شده و مناسب کپی یا الگو برداری از آن نبودند و رادار هم یک رادار بسیارساده بارد محدود بود که در برخی کشورها آن را برداشته بودند دو توپ ساخت ساخت کمانی کلت هم روی ان قرار داشت که در جنگنده‌های دیگر آمریکا از ان استفاده نشده بود این جنگنده تا دهه ۱۹۸۰ بخوبی نیازهای کشورهای دارنده را پاسخگو بود ولی از در اواخر دهه ۱۹۷۰ و برای شرکت در رقابت برای بخدمت گرفتن جنگنده سبک کشور ایالات متحده تورث روپ نسخه جدیدی برپایه اف ۵ توسعه داد که البته با نیاز اعلام شده در نیروی هوایی آمریکا تطبیق داده شده بود جنگنده از اف ۵ بزرگتر بود و از یک موتور بهره می‌برد تا مصرف سوخت بهینه تر شود و مجموع نیروی تولید شده این موتور بیش از مجموع دو موتور اف ۵ بود انهم با مصرف بسیار بهینه تر جنگنده توان بارگذاری سوخت و مهمات بیشتری را داشت و ۵/۵ تا ۶ تن ظرفیت علمی آن بود و زیر هر بال یک جایگاه بیشتر از اف ۵ داشت در کل جنگنده ای بسیار کارامد و مناسب بود ولی مشکل این بود که بسیار دیر معرفی شد و زمانی به نیروی هوایی آمریکا پیشنهاد شد که اف -۱۶ در خط تولید بود جالب است بدانید این جنگنده توان شلیک موشک رادار نیمه فعال اسپارو را داشت انهم در شرایطی که اف ۱۶ دستکم در مدل‌های پایه فاقد آن بودند در کل با اینکه کارایی کلی آن از اف ۱۶ بهتر بود ولی مشکل این بود که نیروی هوایی انتخاب خود را کرده بود و دیگر قادر به استفاده از یک نسخه موازی نبود.
نورث روپ مدتی کوشید که با بازاریابی ان به کشورهای کاربر اف ۵ آنرا عرضه کند ولی پنتاگون پشتیبانی از ابن جنگنده انجام نمی‌داد و بیشتر ترجیح می‌داد اف ۱۶ فروش باشد تا با بالا رفتن تیراژتولید قیمت هر واحد برای خود این کشور ارزانتر تمام شودو کشورهای دیگر مانند ایران کره جنوبی و … اف ۱۶ را ترجیح می‌دادند که در خدمت کشور سازنده هم بود لذا پشتیبانی فنی و قطعات یدکی ان در دسترس قرار داشت.
از طرفی در دهه ۱۹۸۰ زمانیکه اف ۲۰ وارد میدان شد تب ساخت جنگنده در اغلب کشورها بالا گرفته و دیگر ایالات متحده تأمین کننده عمده بحساب نمی آمد، نسخه‌های مختلف میراژ در بازار در دسترس کشورها بود، تورنادو، جگوار، لاوی، کفیر میتسوبیشی اف ۱ و تی ۲ از جمله جنگنده‌هایی بود که در بازار قرار داشت که برخی به مداتب ارزانتر از اف ۲۰ بودند و اغلب کشورها بدنبال توسعه یک جنگنده بومی بودند و همین عوامل سبب شد این جنگنده ناکامی بزرگ لقب گیرد و هرگز تولید نشود.
این جنگنده از یک موتور جدید بهره می‌برد که عملکرد آن را به طرز قابل توجهی بهبود بخشیده بود و سامانه‌های اویونیک مدرن و الکترونیک بسیار پیشرفته ای چون یک رادار انعطاف‌پذیر و نیرومند برای آن تعبیه شده بود. اف-۲۰ در مقایسه با اف-۵ بسیار سریع‌تر بود و از توانایی درگیری‌های هوا به هوای فراتر از میدان دید هم برخوردار شده بود و توانایی شلیک بیشتر سلاح‌های هوا به زمین آمریکایی را نیز داشت. اف-۲۰ با این توانایی‌ها می‌توانست با جنگنده‌های معاصر خود همچون اف-۱۶ رقابت کند آن هم در حالی‌که هزینه خرید و استفاده از آن بسیار پایین‌تر بود.
در کل می‌توان گفت طراحی اف-۲۰ به پروژه‌ای در وزارت دفاع آمریکا به نام اف‌ایکس بر می‌گردد. در این پروژه قرار بود جنگنده‌ای ساخته شود که توانایی نبرد با جدیدترین جنگنده‌های روسی را داشته باشد اما در عین حال از تکنولوژی‌های حساس نیروی هوایی آمریکا استفاده نکرده باشد. به این ترتیب این جنگنده را می‌شد با خیال راحت به مشتریان خارجی فروخت بدون اینکه از انتقال تکنولوژی آن به شوروی در صورت افتادن آن به دست دشمن نگرانی داشت. اف‌ایکس از برنامه‌هایی بود که بر اساس سیاست‌های سختگیرانه صادرات سلاح دولت جیمی کارتر تنظیم شده بود و نورتروپ بسیار امیدوار به موفقیت آن در بازار بین‌المللی بود اما روی کار آمدن رونالد ریگان و تغییر سیاست‌های آمریکا به این معنی بود که اف-۲۰ بایستی با جنگنده‌هایی چون اف-۱۶ رقابت کند. اف-۲۰ نتوانست در این رقابت نظر مشتریان خارجی را به خود جذب کند و پس از ساخت تنها سه نمونه از این هواپیما در سال ۱۹۸۶ برنامه تولید این جنگنده متوقف شد. در واقع اف ۲۰ جنگنده ای بود که تولد ان حاصل سیاست‌های دولتها در آمریکا بود و ناکامی وی هم به همین دلیل بود.

## زمینه پروژه اف-۲۰

### اف-۵ای
زمانی که دولت کندی در سال ۱۹۶۱ به قدرت رسید، وزارت دفاع آمریکا مأمور شد تا در مورد یک هواپیمای جنگنده ارزان قیمت تحقیق کند که ایالات متحده آمریکا بتواند آن را به متحدان خود در قالب سند کمک دفاعی متقابل پیشنهاد دهد. چندین پروژه مورد مطالعه قرار گرفتند از جمله نمونه‌هایی سبک همچون لاکهید اف-۱۰۴ استارفایتر و ووت اف-۸ کروسیدر، همچنین تمام طرح‌های جدید نورثروپ ان-۱۶۵-اف. نیروی هوایی ایالات متحده آمریکا در ۲۳ آوریل ۱۹۶۲، وزیر دفاع را از از انتخاب ان-۱۶۵-اف با عنوان اف-۵ «فریدام تایگر» مطلع ساخت. ۸۴۵ فروند اف-۵ باید تولید می‌شد.
مانند میگ-۲۱ شوروی بسیار مورد استقبال واقع شد، نیروی هوایی آمریکا برنامه هواپیمای جنگنده بین‌المللی را به راه انداخت برای دسترسی همپیمانان خود به طرحی معادل با طرح شوروی. نیروی هوایی آمریکا به دنبال یک جنگنده سبک با قابلیت رقابت با میگ بود، با قیمت ارزان‌تر در صورتی که در تعداد بالا خریداری شود و با هزینه نگهداری و عملیاتی مناسب برای کشورهای خریدار. اگرچه تعداد کارخانه‌های بسیاری طرح‌هایی را شروع کردند اما نورثروپ با اف-۵ خود هنوز در صدر قرار دارد. شرکت پیشنهاد ارتقای به اف-۵ تایگر ۲ با رادار ای‌ان/ای‌پی‌کیو-۱۳۵ و تغییرات دیگری برای افزودن قابلیت استفاده از موشک هوا به هوای ایم-۹ سایدوایندر از روی بال را داد. در تاریخ بیستم نوامبر ۱۹۷۰ شرکت نورثروپ اعلام خروج از قرارداد هواپیمای جنگنده بین‌المللی کرد. نورثروپ اف-۵ای/اف تایگر دو را در این دوره تولید کرد، محصولی که در سال ۱۹۸۶ پس از تولید ۱۳۹۹ فروند متوقف شد.

### اف-۵جی و محدودیت در صادرات
در پایان ده هشتاد میلادی نیروی هوایی جمهوری چین (تایوان) نیاز پیدا کرد به یک هواپیمای جنگنده که مقابله کند با نیروی هوایی جمهوری خلق چین. به‌طور خاص او به دنبال یک هواپیما با قابلیت شلیک موشک هوا به هوای ایم-۷ اسپارو بود. در این دوران ایالات متحده آمریکا پس از سفر مشهور نیکسون به چین در سال ۱۹۷۲ در حال ارتباط برقرار کردن با جمهوری خلق چین بود. چین حمایت آمریکا از تایوان را برخلاف منافع خود قلمداد می‌کرد و وزارت خارجه آمریکا محتاطانه به دنبال گسترش روابط خود بود. آمریکا صادرات تمام جنگنده‌های خود را که قابلیت استفاده از موشک ایم-۷ بودند را متوقف ساخت حتی اولین نمونه‌های مک‌دانل داگلاس اف-۴ فانتوم ۲. وزارت خارجه آمریکا استفاده از هواپیمای جنگنده کفیر را به جایی فانتوم پیشنهاد کرد، که از طرف تایوان رد شد. البته تایوان هنوز به تولید اف-۵ تحت لیسانس آمریکا ادامه می‌داد، چیزی که موجب شد که وزارت دفاع از نورثروپ بخواهد که در مورد قابلیت نصب راداری برای موشک ایم-۷ بر روی تایگر۲ به عنوان یک جایگزین مطالعه کند. این تحقیق در حقیقت اولین مطالعه از سری تحقیقات برای اف-۵جی بود.
در بهار ۱۹۷۷، دولت کارتر یک سیاست جدید صادرات نظامی را اعلام کرد که فروش برترین فناوری‌ها به کشورهای عضو پیمان ناتو و استرالیا و ژاپن با محدودیت مواجه می‌ساخت. کارتر رسماً اعلام کرد که «ایالات متحده آمریکا نمی‌تواند هم‌زمان هم قهرمان صلح جهانی باشد و هم اولین صادر کننده سلاح‌های جنگی در جهان.» پیشتر هیچ سیاست منسجمی نبود که به نگرانی راجع به رسیدن آخرین فناوری‌های آمریکایی به دست شوروی بپردازد.
چندین استثنا وجود داشت، اسرائیل و مصر می‌توانستند مدل‌های ارتقا یافته‌ای را بر اساس توافق کمپ دیوید تهیه کنند، اسرائیل علاوه بر آن می‌توانست اف-۱۵ را بخرد، که (اف-۱۵) یک مولفه کلیدی در فناوری‌های دفاع هوایی ایالات متحده آمریکا محسوب می‌شد. دریافت اف-۱۴ از سوی ایران به همراه صادرات فناوری‌های پیشرفته ادامه داشته تا وقتی که با مشکل مواجه شد یعنی زمانی که فاش شد ایران یک موشک ایم-۵۴ فینیکس را به شوروی فروخته‌است.
بر اساس این سیاست سفارش اف-۱۶ از سوی کره جنوبی در ابتدا متوقف شد، اما در ادامه و با تقویت روابط دوجانبه برای صادرات اف-۱۶ به کره جنوبی مجوز صادر شد. با وجود این استثنائات سیاست صادرات برای بسیاری از مشتریان قبلی و مشتریان بالقوه یک دست‌آورد محسوب می‌شد. اف-۵جی یک ارتقای مربوط به اف-۵ای بود و با توجه به اینکه که بر روی مدل‌های رقیبش محدودیت صادرات وضع شده بود به نظر مجاز بود به کشورهای دیگر صادر شود، ولی در نهایت کارتر پرونده فروش اف-۵جی به تایوان را نیز برای همیشه بست.

### اف‌ایکس
در سال ۱۹۷۹ مشکلات محدودیت صادرات خودش را نشان داد. شوروی فروش مدل‌های جدید هواپیما را به مشتریانش ادامه داد، این باعث قرار گرفتن متحدان آمریکا در موضع ضعف نسبت به متحدان شوری می‌شد. در پی دست رد ایالات متحده آمریکا بر سینه مشتریان، کشورها نیز به دنبال فروشندگان دیگری برای هواپیمای جنگنده مدرن رفتند، بمانند داسو میراژ ۲۰۰۰ فرانسه. به عقیده باری بلیچمن، معاون آژانس کنترل سلاح و خلع سلاح، کاهش فروش سلاح به خارج از سوی آمریکایی‌ها در واقع کشورها را تشویق کرد که به سمت عرضه‌کنندگان دیگر بروند و فروش سلاح افزایش یافت. در زمان فروش بر روی تایوان فشار قابل توجهی برای تهیه یک هواپیما وجود داشت.
وزارت امور خارجه پیگیر این موضوع شد که ایالات متحده آمریکا به یک مدل هواپیمای مدرن مانند اف-۵ای که در دهه هفتاد بود، برای دهه هشتاد نیاز دارد. تحت اشراف کارتر پیشنهاد داده شد که یک مدل جنگنده جدید برای ایفای این نقش با فناوری‌ای که فروش آن برای آمریکا خطرناک نباشد ساخته بشود. در ژانویه ۱۹۸۰ پس از مطالعات طولانی، کارتر مجوز توسعه یک جنگنده جدید با هدف صادرات به نام اف‌ایکس را صادر کرد. اف ایکس باید نسبت به اف-۵ای برتر باشد با این قید که نباید از آخرین فناوری سیستم اویونیک بهره ببرد. بر خلاف سند کمک دفاعی متقابل که پروژه اف-۵ای را رقم زد، اف ایکس باید کاملاً از بخش خصوصی تأمین مالی شود. به علاوه شرکت‌ها نمی‌توانند به‌طور مستقیم هواپیما را به بازار عرضه کنند، تمام معاملات باید تحت مدیریت وزیر دفاع صورت بگیرد.
نورثروپ و جنرال داینامیکس برای اف ایکس اعلام آمادگی کردند. اف-۱۶/ ۶۹ جنرال داینامیک یک نمونه محدود شده از اف-۱۶ ای بود که با موتور جنرال الکتریک جی۷۹ به جای پرات اند ویتنی اف۱۰۰ و یک اویونیک پایین‌تر مجهز شده بود که عنوان گزینه جنرال داینامیکس برای پروژه اف ایکس مطرح شد؛ و نورثروپ نیز همان اف-۵جی خود را پییشنهاد کرد.